# Assedio di Aden
L'assedio di Aden fu il fallito tentativo di conquistare la città-stato araba di Aden da parte del governatore dell'India portoghese Alfonso de Albuquerque il 26 marzo 1513, nel più generale contesto della Guerra navale luso-mamelucca (1505-1517).

## Antefatto
Aden era una città-stato indipendente la cui posizione strategica le permetteva di controllare l'ingresso del Mar Rosso. Divenne una ricca area commerciale grazie alla sua posizione al crocevia di trafficate rotte commerciali dell'Oceano Indiano. Il piano di Albuquerque per catturare Aden gli avrebbe permesso di dominare il Mar Rosso e sferrare un colpo militare all'Egitto mamelucco. Aden era uno dei quattro luoghi strategici che Albuquerque voleva catturare: Aden – per controllare lo stretto della Mecca (Mar Rosso); Hormuz – per controllare lo stretto di Bassora (il Golfo Persico ); e Diu e Goa – per assicurare la sovranità di tutti gli altri distretti dell'India.

## L'assedio

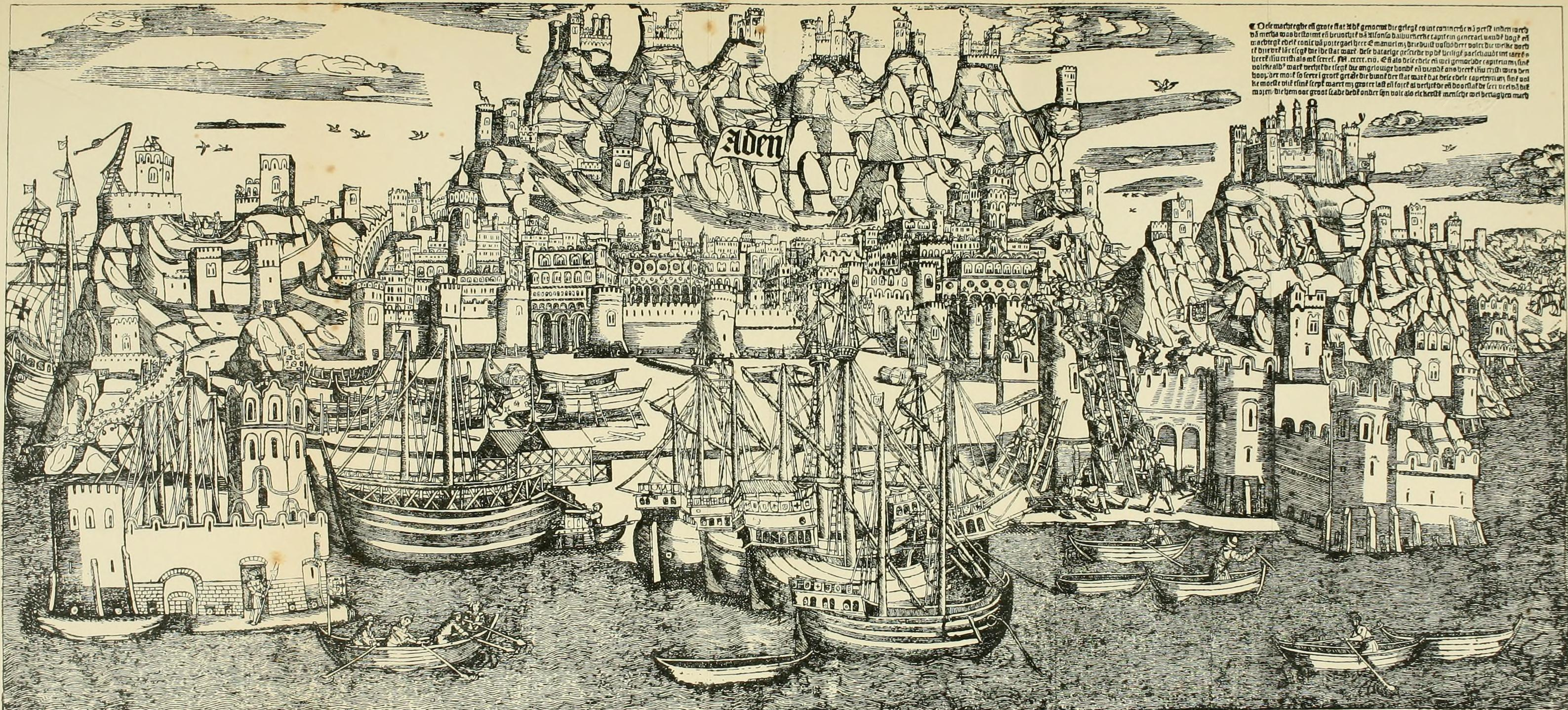
Tentata scalata di Aden nel 1513

La flotta di Albuquerque salpò da Goa, in India, il 18 febbraio 1513: 20 navi; 1 700 portoghesi e 800 nativi alleati del Malabar. Sostarono a Socotra. I capitani hanno deliberato su come avvicinarsi ad Aden. Alcuni dei capi di Albuquerque suggerirono un tentativo di resa negoziata mentre altri hanno premuto per un attacco immediato. Albuquerque scelse quest'ultima opzione, credendo che i negoziati avrebbero dato agli abitanti il tempo di rafforzare le loro difese o ottenere rinforzi da altrove. Prima dell'alba della domenica di Pasqua (26 marzo), i portoghesi requisirono alcune chiatte da sbarco nel porto, traghettarono i loro uomini a terra e iniziarono l'assedio di Aden. Hanno catturato un lavoro esterno, dove sono stati uccisi molti difensori e sono stati catturati 39 pezzi di ordigni. Tuttavia, in seguito furono respinti e subirono gravi perdite. 
L'attacco generale fallì, con le scale a pioli che crollarono sotto il peso degli uomini che cercavano di montarle. Ciò lasciò alcuni portoghesi intrappolati in isolamento in cima al muro.  Secondo il figlio e biografo di Albuquerque, l'attacco fu abbandonato dopo che tutte le scale si ruppero. A mezzogiorno, Albuquerque e i suoi uomini si ritirarono sulle loro navi.  Dopo aver saccheggiato e bruciato le navi nel porto, e cannonata la città, la flotta salpò verso il Mar Rosso.

## Conseguenze
Albuquerque dichiarò: "Penso che se avessi perlustrato prima Aden, non avrei lanciato il nostro attacco dove l'ho fatto". La mancata cattura di Aden ha notevolmente minato la sua strategia. Senza una base operativa alla foce del Mar Rosso, era impossibile per i portoghesi impedire che le spezie venissero spedite in Egitto e nel Mediterraneo lungo la rotta tradizionale. La capacità della Corona di imporre un monopolio commerciale nell'Oceano Indiano era stata fatalmente danneggiata. Allarmati dalla minaccia portoghese, i mamelucchi occuparono la yemenita Tihama e tentarono essi stessi di catturare Aden, fallendo. I portoghesi tornarono all'attacco della città-stato ma nuovamente fallirono. Aden infine cadde nel 1538 a Hadım Suleiman Pascià, il comandante di una grande flotta ottomana. Sotto il controllo ottomano, Aden era valutata principalmente come una barriera alla penetrazione europea verso le città sante piuttosto che come un punto d'appoggio per il commercio.

### Bibliografiche
1. 1 2  Fritze, Ronald H. (2002). New Worlds: The Great Voyages of Discovery, 1400-1600. Gloucestershire: Sutton. p. 191. ISBN 0-7509-2346-6.
2. 1 2 3  Newitt 2004, pp. 81-82.
3. 1 2 3 4  Peters 1994, pp. 180-182.
4. ↑  Vogel, Theodore (1877). A Century of Discovery: Biographical Sketches of the Portuguese and Spanish Navigators from Prince Henry to Pizarro. London: Seeley, Jackson, & Halliday. p. 125.
5. ↑  (EN) Dumper MRT e Stanley BE (a cura di), Cities of the Middle East and North Africa: A Historical Encyclopedia, ABC-CLIO, 2007,  p. 11, ISBN 978-1-57607-919-5.

### Fonti
- (PT) Albuquerque L de (a cura di), Memória das Armadas que de Portugal passaram à Índia [...], facsimile celebrativo, Lisbona, Academia das Ciências, 1979  [1568].
- (PT) António de Ataíde, Codex Add. 20902, in Relação das Náos e Armadas da India com os Sucessos dellas que se puderam Saber, para Noticia e Instrucção dos Curiozos, e Amantes da Historia da India. ed. in (PT) Maldonado MH (a cura di), Relação das Náos e Armadas da India com os Sucessos dellas que se puderam Saber, para Noticia e Instrucção dos Curiozos, e Amantes da Historia da India, Biblioteca Geral da Universidade de Coimbra, 1985.
- (PT) Duarte Barbosa, O Livro de Duarte Barbosa, traduzione di Dames ML, rist., Nuova Delhi, Asian Education Services, 2005  [1518].
- (PT) João de Barros, Décadas da Ásia: Dos feitos, que os Portuguezes fizeram no descubrimento, e conquista, dos mares, e terras do Oriente, 1552-1559.
- (PT) Luís de Camões, I Lusiadi, 1571.
- (PT) Fernão Lopes de Castanheda, História do descobrimento e conquista da Índia pelos portugueses, 1833  [1551-1560].
- (PT) Gaspar Correia, Lendas da Índia, Lisbona, Academia Real das Sciencias, 1858-64  [1550].
- (PT) Damião de Góis, Crónica do Felicissimo Rei D. Manuel, 1566–67.
- (LA) Girolamo Osorio, De rebus Emmanuelis, traduzione di Gibbs J, Londra, Millar, 1752  [1586].

### Studi
- (EN) Brummett P, Ottoman Seapower and Levantine Diplomacy in the Age of Discovery, New York, SUNY Press, 1994, ISBN 0-7914-1701-8.
- (EN) Christ G, Trading Conflicts: Venetian Merchants and Mamluk Officials in Late Medieval Alexandria, Brill, 2012, ISBN 9789004221994.
- (EN) Crowley R, Conquerors: How Portugal Forged the First Global Empire, 2015.
- (EN) Diffie B, Foundations of the Portuguese Empire, 1415–1580, University of Minnesota Press, 1977, ISBN 0-8166-0782-6.
- (EN) Kerr R, General History and Collection of Voyages and Travels, arranged in a systematic order, Project Gutenberg at University of Columbia, 1881.
- (EN) Kuzhippalli-Skaria M, Portuguese and the Sultanate of Gujarat, 1500-1573, Nuova Delhi, Mittal Publishers & Distr., 1986.
- (EN) McGregor AJ, A military history of modern Egypt: from the Ottoman Conquest to the Ramadan War, ABC-CLIO, 2006.
- (EN) Monteiro S, Portuguese Sea Battles Volume I – The First World Sea Power, Lisbona, Editora Sá da Costa, 2011.
- (EN) Newitt MDD, A history of Portuguese overseas expansion, 1400–1668[collegamento interrotto], Routledge, 2004.
- (EN) Peters FE, Mecca: a literary history of the Muslim Holy Land, Princeton University Press, 1994.
- (PT) Pissarra J, Chaul e Diu, 1508 e 1509: O Domínio do Índico, Lisbona, Tribuna da História, 2002.
- (EN) Subrahmanyam S, The Career and Legend of Vasco da Gama, Cambridge University Press, 1997.
- (EN) Subrahmanyan S, The Portuguese Empire in Asia, 1500-1700 - A Political and Economic History, Londra, Longmans, 1993, ISBN 0-582-05068-5.
- (EN) Whiteway RS, The Rise of Portuguese Power in India, 1497-1550, Westminster, Constable, 1899.